# Lockheed Ventura
Il Lockheed Ventura era un bombardiere e pattugliatore marittimo bimotore ad ala medio-bassa prodotto dall'azienda statunitense Lockheed negli anni quaranta ed impiegato durante la seconda guerra mondiale.
Venne utilizzato dalla USAAF con la designazione B-34, dalla U.S. Navy con la designazione PV-1 e da molti paesi del Commonwealth.

## Storia del progetto
Dopo il successo della conversione militare dell'aereo di linea Lockheed 14 Super Electra nel ruolo di bombardiere marittimo, denominato A-28 Hudson, venne intrapresa la stessa operazione per un altro velivolo nato per il trasporto passeggeri civile, il più grande Lockheed L-18 Lodestar, che venne trasformato in un veloce bombardiere d'attacco per le esigenze dell'aeronautica militare britannica.
Il Ventura, ordinato nel 1940 ed assegnato ai reparti di bombardamento della Royal Air Force, non si dimostrò sufficientemente adatto di fronte alle difese tedesche, per cui venne riassegnato al Royal Air Force Coastal Command con compiti di pattugliamento marittimo. Gli Stati Uniti lo utilizzarono come bombardiere marittimo della marina con base a terra.
Il PV-2 Harpoon era una versione migliorata del Ventura, dotata di una maggiore autonomia, radar e in grado di trasportare cariche di profondità e siluri.

## Versioni
B-34
designazione statunitense del Model 137, equipaggiato con i radiali Wright R-2800-31 da 2 000 hp acquistato per la RAF; 200 esemplari designati successivamente Ventura IIA dai britannici.
B-34A
designazione degli esemplari RAF riassegnati all'USAAF tramite inversione del lend-lease.
B-34B
B-34A convertito ad aereo da addestramento per la navigazione aerea.
B-37
Lockheed Model 437 destinato all'USAAF, equipaggiato con i radiali Wright R-2600-13 da 2 000 hp; solo 18 di un ordine di 550 esemplari destinati alla ricognizione armata. Originariamente designati O-56, vennero successivamente ridisegnati RB-37.
PV-1
version del B-34 destinata alla U.S. Navy realizzata in 1 600 esemplari. vennero destinati 388 esemplari alla RAF, ridesignati Ventura GR.V, oltre che a RAAF, RNZAF e SAAF.
PV-1P
designazione dei PV-1 equipaggiati con macchina fotografica per la fotoricognizione.
PV-2 Harpoon
variante del PV-1, dotata di una nuova ala caratterizzata dal profilo più sottile e dalla minore superficie e realizzata in 470 esemplari.
PV-2C
conversione del PV-2 usata come addestratore, realizzata in 30 esemplari.
PV-2D
come il PV-2 ma equipaggiata con 8 mitragliatrici calibro .5 in sosizionate sul muso, realizzata in 35 esemplari.
PV-2T
designazione dei PV-2usati per la formazione degli equipaggi.
PV-3
27 esemplari di Ventura II ex RAF riquisiti dall'U.S.Navy.
Ventura I
versione equipaggiata con i radiali Wright R-2800-S1A4-G destinata alla RAF, 188 esemplari, 30 alla RCAF ed alcuni alla SAAF, successivamente ridesignati Ventura GR.I.
Ventura II
versione equipaggiata con i più potenti radiali Wright R-2800-31 destinata alla RAF, 487 esemplari, alcuni trasferiti all'USAAC ed U.S.Navy.
Ventura IIA
designazione britannica del B-34.
Ventura V
designazione britannica del PV-1, successivamente ridesignata Ventura GR.V.

## Utilizzatori

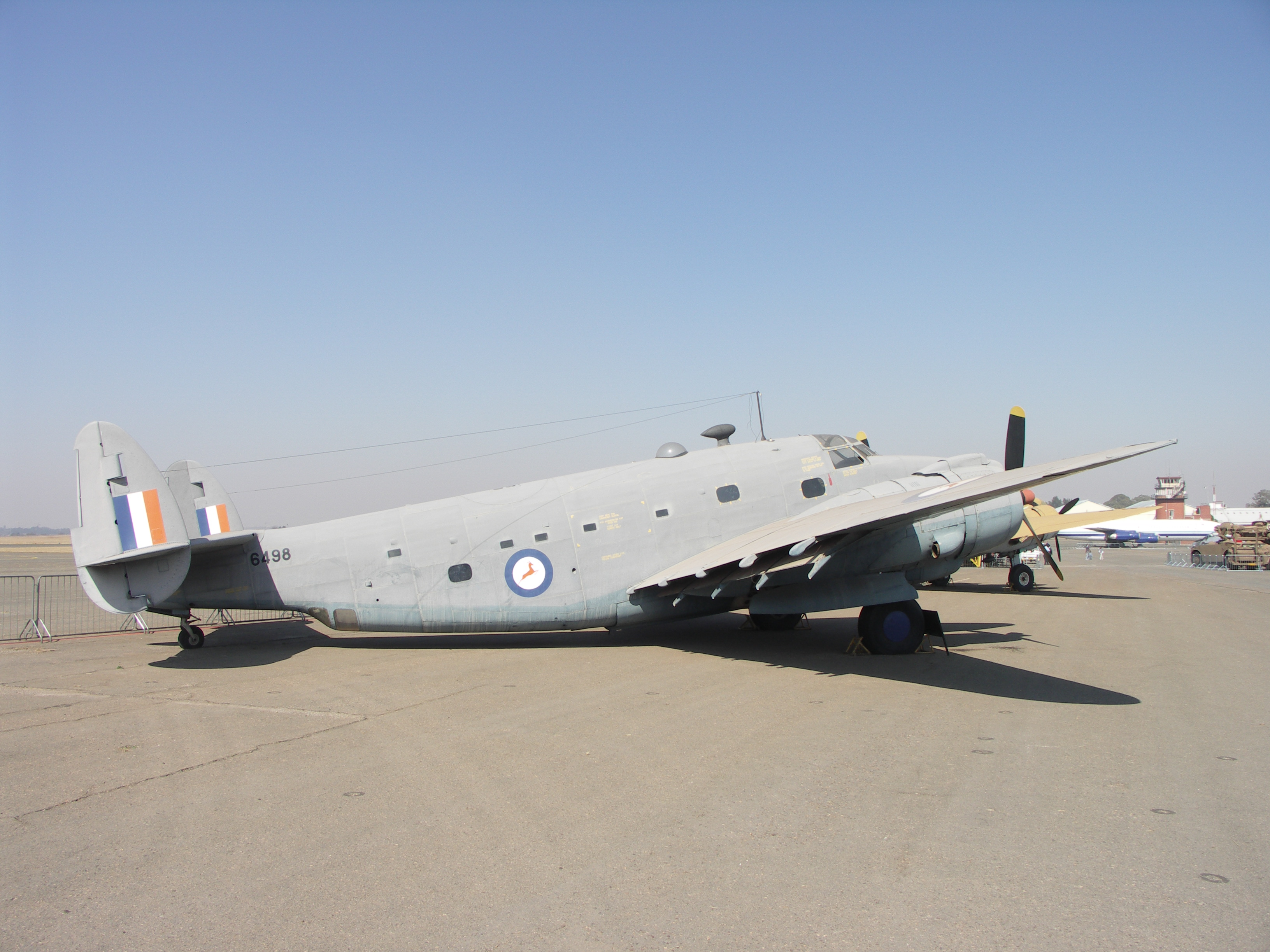
Il PV-1 esposto al South African Air Force Museum.

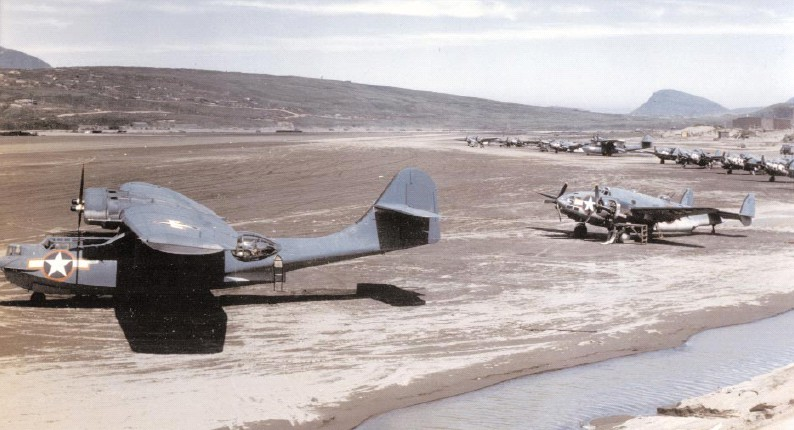
un Consolidated PBY-5A Catalina'(sulla sinistra) ed un PV-1 del VPB-135 (sulla destra) sull'aeroporto delle Isole Aleutine nel 1943.

Australia
- Royal Australian Air Force

 Brasile
- Força Aérea Brasileira

 Canada
- Royal Canadian Air Force

 Francia
- Aviation navale

 Giappone
- Kaijō Jieitai

17 PV-2 Harpoon in servizio dal 1955 al 1960.
 Italia
- Aeronautica militare

 Nuova Zelanda
- New Zealand Air Force

 Portogallo
- Força Aérea Portuguesa

 Regno Unito
- Royal Air Force
  - Royal Air Force Coastal Command

 Stati Uniti
- United States Marine Corps
- United States Navy

 Sudafrica
- South African Air Force